# Peterskirchen (Tacherting)
Peterskirchen ist ein Gemeindeteil der Gemeinde Tacherting im Landkreis Traunstein in Bayern.

## Lage

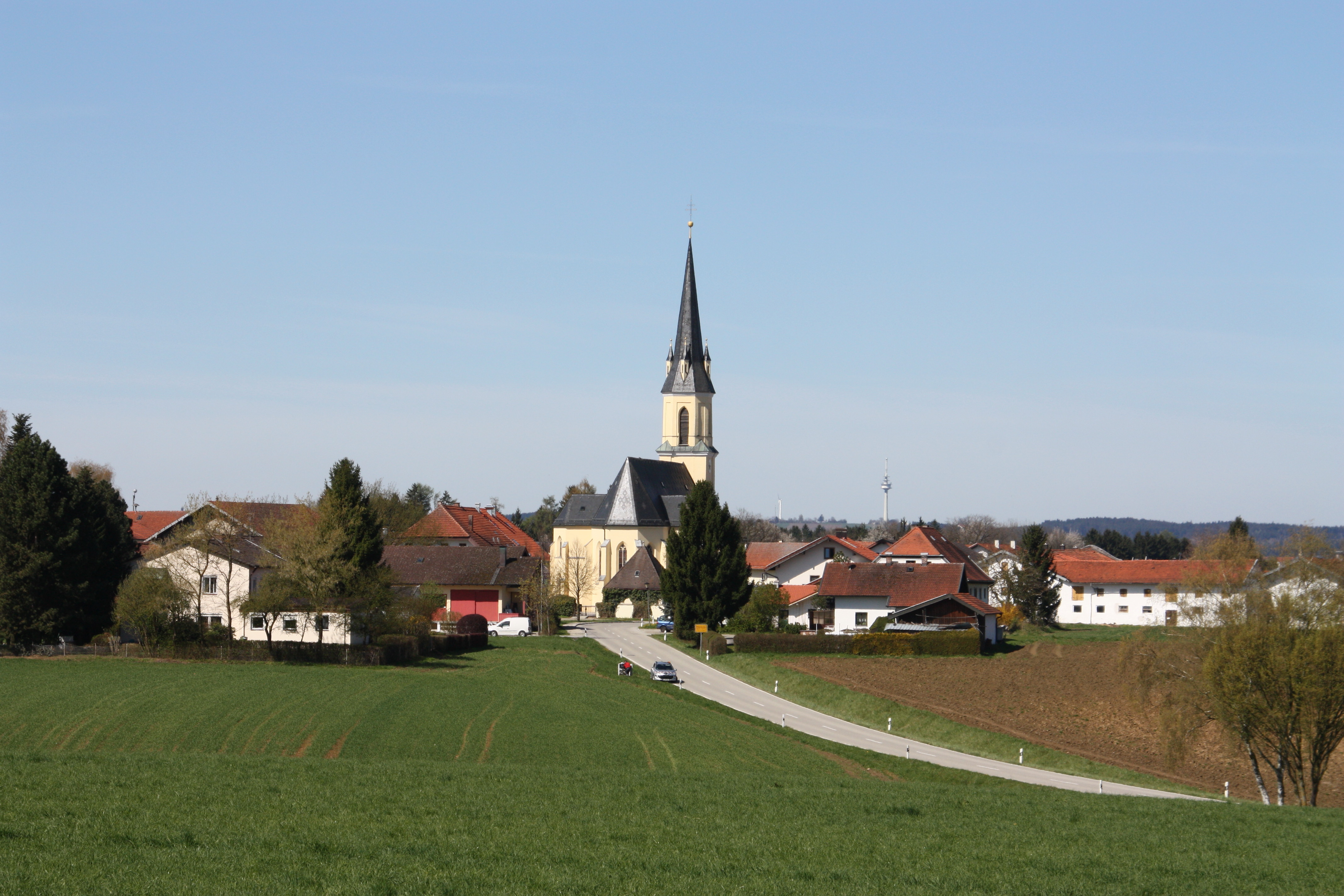
Blick auf Peterskirchen

Peterskirchen liegt im Schnittpunkt der Staatsstraße St 2091 (Trostberg – Kraiburg a.Inn) und der Kreisstraße TS 20 (Schnaitsee – Wiesmühl a.d.Alz) in waldreicher Höhenlage.

## Geschichte
Im 8. Jahrhundert n. Chr. soll sich die erste Kirche in Peterskirchen befunden haben, die Gegend war damals waldreich und wenig bewohnt. Im Mittelalter wurde Peterskirchen zur Pfarrei erhoben. Am 1. Juli 1972 wurde Peterskirchen der Gemeinde Tacherting zugeordnet.
Johann Philipp Cajetan Graf von Lamberg, Pfarrer zu Peterskirchen und Trostberg, Stiftspropst zu Straubing und kurfürstlich bayerischer Wirklicher Geheimer Rat, ließ gegen Mitte des 18. Jahrhunderts den Alten Pfarrhof, einen zweigeschoßigen Mansarddachbau, barock umgestalten. In den 1960er Jahren gründete dort der Künstler und Philosoph Fritz Schranz mit einigen Freunden die „Künstlerkolonie Peterskirchen“. Seine Lebenspartnerin Gottliebe Gräfin Lehndorff, die Mutter der Schauspielerin Veruschka von Lehndorff und Witwe des Mitglieds im Widerstandskreis vom 20. Juli 1944 Heinrich Graf von Lehndorff, hatte den Alten Pfarrhof erworben. In dem denkmalgeschützten Gebäude veranstaltete Fritz Schranz fast 30 Jahre seine Aktionen und seine Kurse für Kunst und Philosophie. Zahlreiche Künstler waren in der Zeit der Studentenbewegung zu Gast oder arbeiteten dort: unter anderem Rainer Werner Fassbinder, Ingrid Caven und Hanna Schygulla, die 13 Jahre dort lebte. Friedrich Gulda lebte auf dem Gelände zwei Wochen in einem Wohnwagen und studierte Konzerte ein. Peterskirchen wurde zu einem Diskussionsforum und die süddeutsche Kunstszene ging ein und aus, unter andern Peter Zadek, Uschi Obermaier, Rainer Langhans, Thomas Bernhard, der Schauspieler Hanns Zischler sowie Filmproduzenten und schweizerische Filmdirektoren.

## Baudenkmäler
- St. Peter und Paul (Peterskirchen)

Siehe: Liste der Baudenkmäler in Peterskirchen

## Persönlichkeiten
Bonaventura von Rauch (1740–1814), preußischer Generalmajor